# Hebecephalus abies
Hebecephalus abies är en insektsart som beskrevs av Hamilton 1998. Hebecephalus abies ingår i släktet Hebecephalus och familjen dvärgstritar. Inga underarter finns listade i Catalogue of Life.